# ジャクソン5
ジャクソン5（ジャクソン・ファイヴ、英語: The Jackson 5、The Jackson Five）は、アメリカ合衆国の音楽グループ。後にジャクソンズ（英語: The Jacksons）に改名。
バックストリート・ボーイズやワン・ダイレクションに代表される「ボーイ・バンド」の先駆けであるとされ、初めて白人の人気を集めた黒人アイドルであるともいわれている。
1960年代にインディアナ州ゲーリー出身のジャクソン兄弟によって結成。マイケル・ジャクソンをリード・シンガーに置いた。1969年にモータウンからデビューを果たすや否やヒットを連発し、スーパーアイドルとして一世を風靡。1975年のエピック移籍以降は「ジャクソンズ」として活動を継続し、自主制作によるディスコヒットを多く生み出す。84年にマイケルが脱退を表明して以降は活動が停滞し、90年を最後に解散状態となった。なお、21世紀に入って幾度か再結成を果たしている。
代表曲に「帰ってほしいの」「ABC」「小さな経験」「アイル・ビー・ゼア」「さよならは言わないで」「ダンシング・マシーン」「今夜はブギー・ナイト」「シェイク・ユア・ボディ」「キャン・ユー・フィール・イット」「ステイト・オブ・ショック」など。

## メンバー
括弧内は英語の綴りとグループへの参加時期を表す。

### 現役メンバー
- ジャッキー・ジャクソン（Jackie Jackson、1962年 - 1990年・2001年・2012年 - ）：ヴォーカル（テナー）、タンバリン

長男。本名ジグムント。音楽を始める以前は野球をしていたという運動好きで、体を鍛えることを欠かさなかった。ソロとして2枚のアルバムを発売。養女のブランディがマイケルの「ブラック・オア・ホワイト」のミュージック・ビデオに出演しているほか、息子のシギーは「DealZ」の名義でラッパーをしている。
- ジャーメイン・ジャクソン（Jermaine Jackson、1962年 - 1975年・1984年 - 1990年・2001年・2012年 - ）：リード・ヴォーカル、ベース

三男。グループではマイケルに次ぐ人気を誇る。マイケル加入前はリード・ヴォーカルを務めていた。グループがモータウンからCBSレコードに移籍した際には、一人だけモータウンに残り、ソロとしてまずまずの成功を収めた。1984年にグループに復帰、マイケル脱退後は再びリード・ヴォーカルを務めた。
- マーロン・ジャクソン（Marlon Jackson、1963年 - 1987年・2001年・2012年 - ）：ヴォーカル、タンバリン

四男。バンド結成から1年後にマイケルとともに加入。ソロとして1枚のアルバムを発表している。その後不動産業に転じ、大手放送局の共同所有者となった。息子のマーロンJrは現在歌手として活動している。

### 死去したメンバー
- マイケル・ジャクソン（Michael Jackson、1963年 - 1984年・2001年）：リード・ヴォーカル、パーカッション

五男。世界で最も有名な歌手の一人であり、グループの中でも圧倒的に高い人気を誇る。63年にグループに加入。それまでのジャーメインに代わってリード・ヴォーカルを務める。その歌唱力と愛らしい風貌でデビュー当初から大きな話題となったほか、ジャクソンズになってからは作曲家やプロデューサーとしての才能も発揮した。72年からはグループ活動と並行してソロ活動を行っており、80年代前半にはソロ2作『オフ・ザ・ウォール』『スリラー』で前人未到の成功を手にする。84年、ソロ活動への専念のため脱退を表明。仕事と家族は別という考えが強く、脱退後の再結成や家族との仕事の話は頑なに承知しなかった（一時的な再結成はマイケルのデビュー30周年記念公演でようやく実現した）。ただし家族愛は強く、ツアーでは必ずジャクソン5時代のヒットメドレーを曲目に入れていたほか、相次ぐスキャンダルで精神的苦労の絶えなかった晩年は家族を常に支えとしていた。2009年、急性プロポフォール中毒により急逝。死後に発表された楽曲「THIS IS IT」では、ジャクソンズがバックコーラスに参加した。
- ティト・ジャクソン（Tito Jackson、1962年 - 1990年・2001年・2012年 - 2024年）：ヴォーカル（バリトン）、リード・ギター

次男。温和で太ったお菓子好きとして度々紹介された。ソロではブルースを歌っている。後年、3人の息子たちを「3T」の名義でデビューさせた（グループ名は息子たちの名がいずれも父親のティト同様『T』から始まることに由来する）。2024年に70歳で死去。

### 旧メンバー及びバックバンド
- ランディ・ジャクソン（Randy Jackson、1975年 - 1990年・2001年）：ヴォーカル、コンガ、キーボード、シンセサイザー、ベース

六男。1972年からジャクソン5に度々ゲスト参加し、コンガを演奏。1975年、移籍に際してジャーメインと交替して公式メンバーとなる。多彩な楽器を演奏するマルチプレイヤーとして活躍したほか、マイケルとともに楽曲制作にも携わっていた。ソロとしてはA&Mレーベルと「ランディ&ザ・ジプシーズ」の名義で契約し、ファンク・ロック調のアルバムを1枚出している。2012年の再結成には存命メンバーで唯一参加していない。なお、テレビ番組「アメリカン・アイドル」の審査員をしている同名歌手・プロデューサーとは別人である。
- ミルフォード・ハイト（Milford Hite、1962年 - 1967年）、ドラムス

ジャクソン5が地元インディアナで結成したときのドラマー。
- レイノー・ジョーンズ（Reynaud Jones、1962年 - 1967年）、リードギター

ティトがリード・ギターを担当する以前のギタリスト。
- ジョニー・ジャクソン（Johnny Jackson、1967年 - 1975年）、ドラムス

モータウン時代の終わりまで、ステージでのドラマーを務めた。ジャクソン家との血縁関係はない。2006年、刺殺され死去。
- ロニー・ランシファー（Ronnie Rancifer、1967年 - 1975年）、キーボード

モータウン時代のキーボーディスト。

### メンバーの変遷
- 1962年：ジャッキー、ティト、ジャーメインと、血縁関係のないレイノー・ジョーンズ、ミルトン・ハイトの5人で結成
- 1963年：マーロンとマイケルが加入
- 1967年：リード・ヴォーカルをジャーメインからマイケルに変更
- 1969年：ジャッキー、ティト、ジャーメイン、マーロン、マイケルの5人のメンバーでメジャーデビュー
- 1975年：エピックへの移籍に際して、ジャーメインに代わって末弟のランディが加入
- 1984年：ジャーメインが復帰して一時的に6人全員が揃ったが、年末にマイケルが脱退
- 1985年：マーロンが脱退
- 1989年：解散
- 2001年：「マイケル・ジャクソン ソロデビュー30周年記念コンサート」にて一時的に6人全員が再集結
- 2009年：マイケル死去
- 2012年：存命のメンバーで再結成（但しランディは不参加）
- 2024年：ティト死去

## 概要
ジャクソン5は、1969年にモータウンから4曲連続で全米チャート1位を獲得する鮮烈なデビューを果たした。その後も作曲家チーム「ザ・コーポレーション」やハル・デイヴィスによる楽曲を演奏して次々とヒットを量産し、アメリカを代表するスーパーアイドルとして一世を風靡する。
しかし1970年代半ば、従来のバブルガム路線から脱却したいジャクソン5側と、あくまでアイドルとしての売出しを継続したいモータウン側とで軋轢が発生し、1975年にエピック/CBSレコードへ移籍。「ジャクソンズ」として装い新たに再出発した彼らは、作曲やプロデュース、演出に自ら関わる自作自演のスタイルを取り、主にディスコ調のダンス・ヒットを生み出していった。
1980年代前半には大規模なコンサート・ツアーを成功させるなど人気は留まることを知らなかったが、1984年のマイケル脱退を皮切りに活動は大きく停滞。ほぼマイケルなしの状態で作品を制作するも興業的には成功せず、1989年に公式に解散した。なおマイケル亡き後の2012年に、ランディを除いた存命メンバーが再結成を果たしている。
現在、作品は全てリマスターが施されて再発売されている。

## 音楽性と影響
初期は、楽曲のほとんどを「ザ・コーポレーション」とよばれる作曲家チームが制作しており、「モータウン・サウンド」とバブルガム・ポップを組み合わせた「モータウン・ソウル」と呼ばれる新しいサウンドが作り上げられた。
ジャクソン5のサウンドは1960年代に活躍したスターたちの影響を受けている。特にスライ&ザ・ファミリー・ストーンやアイズレー・ブラザーズといった家族編成のファンクバンドや、ソウルの先駆者であるマーヴィン・ゲイ、ドゥーワップのボーイ・バンドであるフランキー・ライモン&ザ・ティーンエイジャーズ、そしてウィルソン・ピケット、ジャッキー・ウィルソン、スティーヴィー・ワンダー、ジェームス・ブラウンなどのソウル歌手の影響は強い。リード・ヴォーカルを複数置くスタイルはファミリー・ストーンからの着想であるし、キャリアを通してマイケルのトレードマークとなった独特のダンスや歌のスタイルは、ジャッキー・ウィルソンやジェームス・ブラウンのそれを採り入れるところから生まれた。またメンバーは、スモーキー・ロビンソン&ザ・ミラクルズ、スティーヴィー・ワンダー、マーヴィン・ゲイ、テンプテーションズ、ダイアナ・ロス&ザ・スプリームスなどの当時モータウンが抱えていたスターを見て、歌い方やダンスなどを学んだという。
ジャクソン5は、ジャンルを超えてその後の音楽界に大きな影響を残した。例えばインディーロックのバンドダッシュボード・コンフェッショナルや、R&Bのグループニュー・エディションやB5、ボーイ・バンドのハンソンなどがジャクソン5からの影響を認めている。しかしその中で特筆すべきなのは1980年代中盤のイギリスの兄弟姉妹グループファイブ・スターであろう。ピアソン家のステッドマン、ドリス、ロレーヌ、デニース、デルロイの5人で構成され、父親のバスター・ピアソンがマネージャーを務めていた。最初のレコーディングが行われたときに最年少のデルロイはわずか12歳であった。T5はジャクソン5としばしば比較され、ドリスも彼女の素晴らしい一瞬として「結婚の日にマイケル・ジャクソンと踊ること」と述べている。

## 来歴

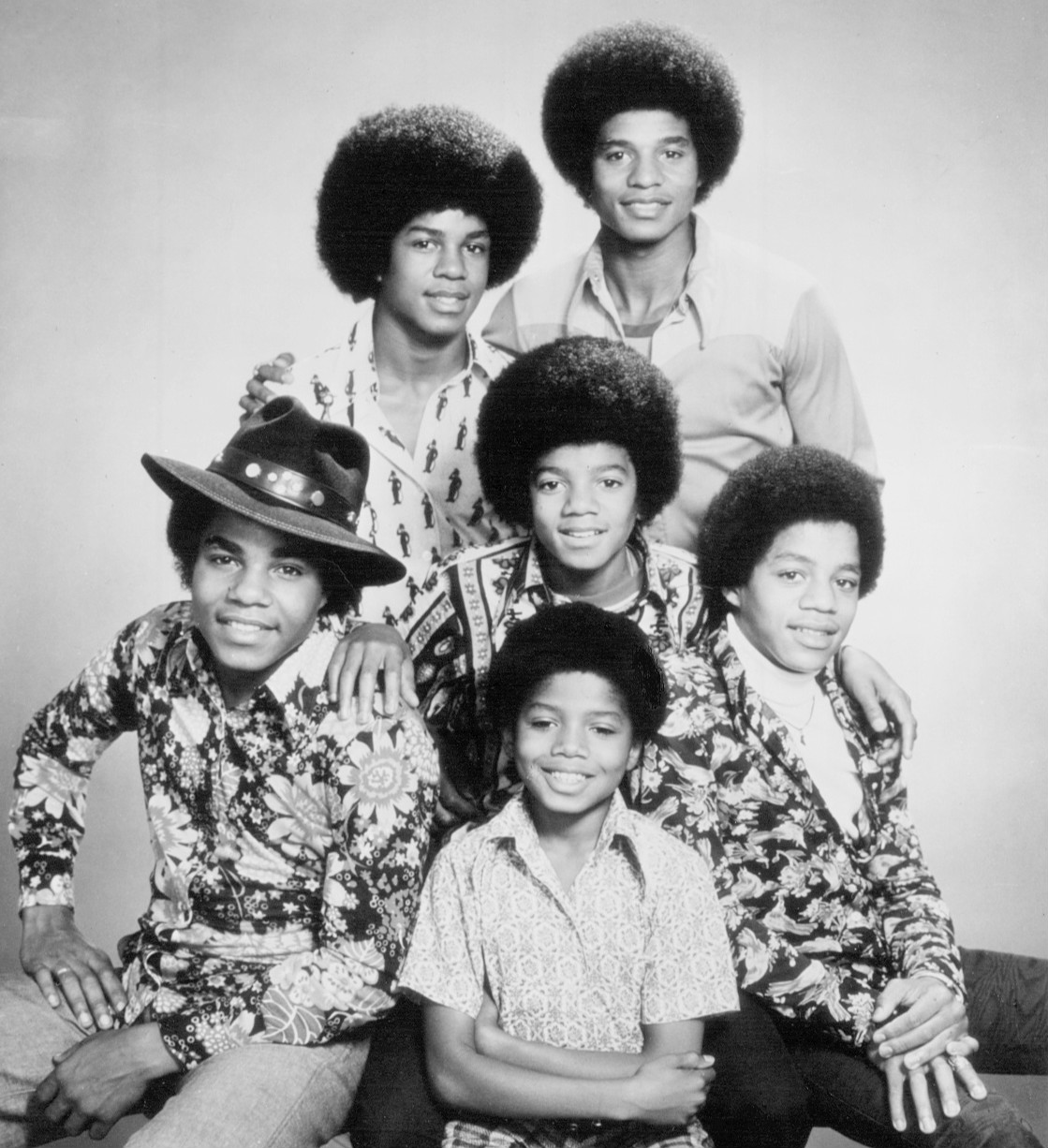
1974年

### 生い立ちと下積み時代
1950年代、ジャクソン兄弟はインディアナ州ゲーリーの労働者階級の黒人家庭に生まれた。母のキャサリンはエホバの証人の信者である。父のジョセフ（ジョー）は製鉄所の従業員で、彼の弟のルーサーと「ファルコンズ」というR&Bのバンドをやっていた。彼の息子たちの多くが後に述懐しているように、ジョーは仕事等によるストレスを発散させようと、しつけと称して彼らを虐待していたという。
ジャッキー（1951年生）、ティト（1953年生）、ジャーメイン（1954年生）の兄3人は時折父のギターを無断で借りてラジオにあわせて演奏し、マーロン（1957年生）とマイケル（1958年生）も父には黙ってそれを見ていたという。そんなある日、ギターの弦が切れていることからジョセフはこれに気づき激怒する。しかしこの事件で息子たちの演奏を聴いたジョセフは彼らに音楽の才能を見出し、音楽活動をさせることを決意する。
1962年、ジャッキー、ティト、ジャーメインの3人は、近所に住んでいたミルトン・ハイト（ドラム）とレイノー・ジョーンズ（キーボード）とともにバンドを組み、「ジャクソン・ブラザーズ」の名でゲイリー周辺で演奏を始める。ジャーメインがリード・ヴォーカル及びベース、ティトがギターを担当していた。ジョーは製鉄所での仕事をやめ、フルタイムでマネージャーとしての活動を開始した。
1963年、マーロンとマイケルがそれぞれタンバリンとボンゴの担当として参加。すでに歌でも踊りでも頭角を表していたマイケルは、1967年半ばまでにはジャーメインに代わってリード・ヴォーカルを務めるようになる。同時に、彼らの才能に気づいていたティトの管弦楽教師であるシャーリー・カートマンが彼らの指導を始める。
この頃、新たに「ジャクソン5」と名乗った彼らは、インディアナ州で広範囲に渡るツアーを行う。
1966年、地元で行われた大規模なタレントショーで、テンプテーションズの「マイ・ガール」を演奏し優勝。これによりイリノイ州シカゴでプロとしての演奏を始め、アメリカ中東部に活動の場を広げる。これらのツアーは黒人クラブをまわるいわゆるチトリン・サーキットと呼ばれる形態のもので、まだ幼い彼らはストリップショーなど成年向けの舞台の前座を務めなければならないこともあった。
1967年、ゴードン・キース主催の地方レーベル「スティールタウン」から、最初のシングル「ビッグ・ボーイ」を発表。シャーリー・カートマンによりレーベルとの契約に成功し、曲は地域的なヒットとなった。この頃からミルトン・ハイトとレイノー・ジョーンズに代わってジョニー・ジャクソン（血縁関係はない）をドラムに、ロニー・ランシファーをキーボードに迎え、巷では既に多数のファンを獲得していく。
同年8月13日、ハーレムのアポロシアターで行われた「アマチュア・ナイト」で優勝。彼らに注目していた人物の一人であるサム&デイヴの働きかけが、脚光をあびる一助となった。これによりモータウン・レコードのアーティスト、グラディス・ナイトの目に止まる。ナイトはモータウン社長のベリー・ゴーディにジャクソン5を推薦したが、当時ゴーディは同じく10代だったスティーヴィー・ワンダーと既に契約を結んでおり、未成年を2組も抱えることへの法律面などでの躊躇から、契約は見送られた。
1968年頃、シカゴのザ・ガイズ・アンド・ギャルズ・カクテル・ラウンジ・アンド・レストランで「オールスター・フロア・ショー」の主役を務める。

### モータウン契約
1968年7月12日から27日にかけて、シカゴのリーガル・シアターで、モータウン所属のボビー・テイラー&ザ・バンクーバーズの前座として出演。この時ボビー・テイラーは彼らの演奏に非常に感動し、デトロイトに連れていきモータウンに紹介することを約束した。
同月23日、テイラーとモータウンの女流プロデューサー、スザンヌ・ド・パッシーの前でオーディションを受ける。オーディションではジェームズ・ブラウンのヒット曲「アイ・ガット・ザ・フィーリン」を披露した。その様子はビデオテープに収められ、当日欠席していたベリー・ゴーディの元に届けられた。映像を見たゴーディは当初の躊躇から心機一転、見事モータウンとの契約を許可するに至る。
11月25日、ジャクソン5の紹介も兼ねて、デトロイトにあるゴーディの邸宅でパーティが開かれた。
1969年3月、モータウンによるスチールタウンからのジャクソン5契約買取を完了。彼らのモータウンからの最初のレコーディングをヒッツビルU.S.A.（デトロイトにあるモータウンのレコーディング・スタジオ）で行い、スライ&ザ・ファミリー・ストーンの「スタンド！」やスモーキー・ロビンソンの手によるミラクルズの「フーズ・ラヴィン・ユー」など、当時のヒット曲やモータウンのスタンダード・ナンバーのカバーを録音。テイラーがプロデュースを手掛けた。
同年8月半ば、スターの準備としてゴーディの働きかけでカリフォルニアへ越す。ジョセフと兄弟たち以外の家族はゲーリーに残っていた。カリフォルニアでの住まいを探す間、ジョセフ、ジャーメイン、ティト、ジャッキーの4人はベリー・ゴーディの家に、マイケルとマーロンはモータウンのスターであるダイアナ・ロスの家で暮らしていた。
晩夏から初秋にかけては、レコーディングを一旦休みトレーニングに励むようになる。
8月11日、ビバリーヒルズの「デイジー」というクラブにおいて、ダイアナ・ロスがジャクソン5を公に紹介。8月終わりにはニューヨークのマディソン・スクエア・ガーデンで収録された「ミス・ブラック・アメリカ・ペジェント」でテレビ初出演を果たし、アイズレー・ブラザーズの「イッツ・ユア・シング」を歌った。

#### クレジットの食い違い
契約成立からデビューまでの間、モータウンはジャクソン5を音楽業界の本流へと押し上げるべく、プロモーションのための宣伝資料やそのほかのプロモーション用品の作成に着手した。しかしその際、ジャクソン5の経歴に以下のような部分的改竄が加えられた。
- マイケルの年齢を11歳から8歳に詐称
- 血縁関係のないバンドメンバー（ジョニー・ジャクソンとロニー・ランシファー）を従兄弟として紹介
- ジャクソン5を発掘したのはダイアナ・ロスであると説明[12]
  - モータウンの公式な説明では、ゲーリーのリチャード・ハッチャー市長（アメリカ最初のアフリカ系アメリカ人市長）が、チャリティーコンサートで市長のために演奏したジャクソン5をダイアナ・ロスやベリー・ゴーディに紹介し、彼らの演奏に素質を見た2人が彼らにモータウンとの契約をさせ、ダイアナ・ロスが彼らに指導をするようになったとされている。
  - ダイアナ・ロスがジャクソン5の初期の成長に大きく関わったのは事実であるものの、ジャクソン5の発掘・デビューの上で大きな役割を果たしたのは、シャーリー・カートマン、サム&デイブ、グラディス・ナイト、ボビー・テイラーらである。この事実は20年ものあいだ公にはなることはなかった。

### 鮮烈なデビュー
1969年10月7日、第1弾シングル「帰ってほしいの」でメジャーデビュー。本曲は「ザ・コーポレーション」を名乗ったモータウンの4人の作曲家・プロデューサー（ベリー・ゴーディ、アルフォンソ・ミゼル、ディーク・リチャーズ、フレディー・ペレン）の合作で書かれた。シングルの発売に際し、テレビ番組「ハリウッド・パレス」にダイアナ・ロス&ザ・スプリームスの特別ゲストとして出演。本曲の他、スライ&ザ・ファミリー・ストーンの「シング・ア・シンプル・ソング」、デルフォニクスの「キャン・ユー・リメンバー」、ジェームズ・ブラウンの「ゼア・ワズ・ア・タイム」を披露した。
1969年12月、スタジオ盤第1作となる『帰ってほしいの』を発表。
1970年1月、シングル「帰ってほしいの」ががビルボード・ホット100チャートにおいて1位を獲得。勢いは留まることを知らず、続く「ABC」がビートルズの「レット・イット・ビー」を押し退けて1位に上昇。第3弾の「小さな経験」と第4弾「アイル・ビー・ゼア」も1位を獲得し、ジャクソン5はデビューから4曲続けてビルボード・ホット100及びビルボード・ソウル・シングルズ・チャートで1位を獲得する偉業を成し遂げた。その後も「ママの真珠」と「さよならは言わないで」でトップ5入りを果たし、ジャクソン5はデビュー1年にしてポピュラー音楽界で最も人気のあるグループのひとつとなる。
同じ頃、キャサリンはじめゲイリーに残っていた家族もカリフォルニアに越す。最初にロサンゼルスのクイーンズ通り1616の2階建ての家で合流した後、ジョセフが1971年3月に購入した邸宅、通称「ハイヴェンハースト（Hayvenhurst）」に家族全員で移った。
1971年9月11日、ABCの土曜朝の番組としてランキン・バスプロダクションによるテレビアニメーション「ジャクソン5」放映開始。全部で2シーズン放送された。
同月16日、ジャクソン5主演による特別番組「ゴーイン・バック・トゥ・インディアナ」放送。
同年、マイケルが「ガット・トゥ・ビー・ゼア」でソロデビューし、全米トップ5を獲得。翌年からも映画『ベン』の主題歌である「ベンのテーマ」をはじめ、「ロッキン・ロビン」「アイ・ウォナ・ビー・ホエア・ユー・アー」などソロヒットを飛ばし、マイケル個人の人気も確立されていった。
1972年11月5日、こちらもジャクソン5主演となる番組「ジャクソン5・ショー」放送。
1973年前半、ジャーメインもソロ活動を開始。シェップ・アンド・ザ・ライムライツのカバー「ダディーズ・ホーム」で全米トップ10を獲得する。なおジャッキーもソロアルバムを出しているが、これはチャートインするようなヒットとはならなかった。ジャクソン5としての成功を維持したいというモータウン側の意図もあり、彼らはその後もソロ活動とグループ活動を並行して続けることになる。

#### 爆発的人気と女性関係・結婚
こうして1970年代前半、モータウンの主力アーティストの座をスプリームスから実質的に奪ってしまったジャクソン5は、全米に「ジャクソンマニア」と呼ばれるファンを抱えることとなった。
そうした人気を利用してステッカー、ワッペン、ポスター、塗り絵といった若年層向けの商品が多く発売されたほか、メディア露出も急激に増えた。1971年創刊のアフリカ系アメリカ人若年層向けの新雑誌「ライト・オン！」には頻繁に登場し、1972年2月から1974年4月まで毎号ジャクソン家の誰かが表紙を飾っていたほどである。
また若い女の子からの人気は凄まじく、中でも多くがジャーメインとマイケルに恋をした。『マイケル・ジャクソンの真実』の製作者J・ランディ・タラボレッリによれば、兄や父がファンの女の子と性的な関係をもっているときに、弟のマイケルとマーロンは同じ部屋でその行為を見ていたとのことである。2003年に放映された「マイケルジャクソンの真実」では、マイケル自身が「部屋に女性が入って来てベッドで寝ている僕を見つけると、マイケル？可愛い！と言うんだ。兄さん達に「お前、絶対に目を開けるなよ！」と言われ目を開けなかったけど全部聞いていたんだ」と語っている。マイケル自身はグループで最も人気があったにもかかわらず、彼の思春期の大部分を女性に対して内気なままに過ごしたという。
1972年6月、ティトが兄弟の中で最初に結婚した。相手は高校のガールフレンドのディーディー。
1973年、父の反対を無視して、ジャーメインはベリー・ゴーディの娘ヘイゼルと付き合い始める。その関係は「ライト・オン！」「エボニー」「ジェット」などの雑誌で大きく取り扱われた。二人は12月15日にビバリーヒルズ・ホテルで結婚式をあげた。

### 低迷
1972年以降は、ハル・デイヴィスによる作曲・プロデュースで「窓辺のデート」（1972年）「ダンシング・マシーン」（1974年｜ロボットダンスを有名にした）といったヒットは出すものの、次第に爆発的な売上を残すことは少なくなる。『窓辺のデート』（1972年）や「ハム・アロング・アンド・ダンス」（テンプテーションズのカバー曲）を収録する『ゲット・イット・トゥゲザー』（1973年）などアルバムのヒットも出るが、総じて評価も売上げも芳しくはなかった。
この低迷の主な原因は、モータウンがジャクソン5に対してイメージの転換やセルフプロデュースを許さなかったことにあるとするのが、当時の批評家、ジャクソン5自身、そしてジョセフ・ジャクソンの共通認識だった。舞台では楽器を演奏していた上、裏で自身での作曲も始めていたにもかかわらず、あくまでアイドル路線での売出しを貫きたいモータウンはそれを録音することを許さなかった。モータウンから離れればより大きな成功を収めることができると感じたジョセフは、息子たちのために新たなレコード契約を決意する。

### CBSレコードへの移籍
1975年、CBSレコードと契約。CBSレコードが彼らに対しモータウンよりも17.5も高い20%の印税率を約束した上、完全な自作自演を許可したことが移籍の決め手となった。モータウンはジャクソン5に対し契約違反の訴訟を起こすものの、結局ジャクソン5を引き留めることはできなかった。しかしモータウンは「ジャクソン5」の商標を手放さなかったため、CBSレコード所属後はジャクソンズと名乗って活動することとなった。また、ゴーディと親戚関係にあったジャーメインがグループを抜けてモータウンに残ることを選択し、それに入れ替わる形で当時14歳の末弟ランディが新たに加入した（ランディは1972年からライブでコンガ奏者としてゲスト参加していた）。
一方でジャクソン5を失ったベリー・ゴーディは、社長を退くまでにそれ以上の成功を得る音楽家を持つことはなかった。彼はジャクソン5について（ジャクソン5が既にモータウンで最も人気のある存在となった後に）、「（モータウンという）流れ作業の組み立てラインから生まれた最後のビッグスターだった」と語っている。
1976年夏、CBSテレビの重役フレッド・シルバーマンは、ABCのオズモンズに対抗すべく、ジャクソン家の8人（マイケル、マーロン、ティト、ジャッキー、ランディー、レビー、ラトーヤ、ジャネット）とバラエティー・ショーの契約を結ぶ。番組「ザ・ジャクソンズ」は1976年6月16日に放送を開始し、翌年3月まで続いた。この番組はアフリカ系アメリカ人の家族を主演とした最初のバラエティー・ショーであった。
ジャクソンズは、CBS所属時代の前半はフィラデルフィア・インターナショナル・レコードから、のちにはエピック・レコードから「僕はゴキゲン」（フィラデルフィア・インターナショナルのケニー・ギャンブルとレオン・ハフによるプロデュース）に代表されるヒットを生み出した。最初のスタジオ盤2作（『ザ・ジャクソンズ・ファースト〜僕はゴキゲン』『ゴーイン・プレイシズ〜青春のハイウェイ』）ではギャンブル＆ハフが大半の曲のプロデュースを担当した。

### 人気の回復、マイケルの成功
1978年、全編自己プロデュースとなるアルバム第3作『デスティニー〜今夜はブギー・ナイト』を発表。本作からはシングルとしてマイケルとランディの手による「シェイク・ユア・ボディ」がカットされ、ビルボード・ホット100で7位、R&Bチャートで3位まで上昇、200万枚を売上げダブル・プラチナムを獲得する移籍後最大のヒットとなった。アルバム自体もプラチナ・レコードとなり、ビルボード・ホット200・アルバム・チャートでは最高11位、同R&Bチャートでは3位を記録している。
同年、マイケルがモータウンとユニバーサル映画合作の映画『ウィズ』でダイアナ・ロスなどと共演。この映画の音楽を担当したクインシー・ジョーンズが翌年、マイケルの移籍後最初のソロ・アルバム『オフ・ザ・ウォール』のプロデュースを担当し、2000万枚の売上と4つのトップ10、2つのナンバー1シングルを出すという大成功を収める。この成功によりマイケルはソロ専念への思いを強め、数年後にジャクソンズを離れるきっかけのひとつとなった。
1979年、ハリウッド・ウォーク・オブ・フェームに名前が刻印される。
1980年、スタジオ盤第4作『トライアンフ』を発表。本作からは「マイ・ラブリー・ワン」と「キャン・ユー・フィール・イット」の2つのヒットシングルが生まれた。また本作を引っさげたコンサート・ツアー「トライアンフ・ツアー」は、1988年のローリング・ストーン誌による「1967年から1987年のツアー：ベスト25」に含まれるなど大成功を収め、その模様を収録したライブ盤『ザ・ベスト・ライヴ』はゴールド・レコードとなった。しかしながらこうした成功は、マイケルの1982年のアルバム『スリラー』の影に完全に隠れることとなってしまう。『スリラー』は歴史上最も多くの売り上げを記録した音楽作品であり、2014年現在の総売り上げ数は6500万枚にのぼるとされる。
1981年、モータウンが、全世界でのジャクソン5のモータウンからのアルバム・シングルの総売上げが1億枚を突破したと発表。

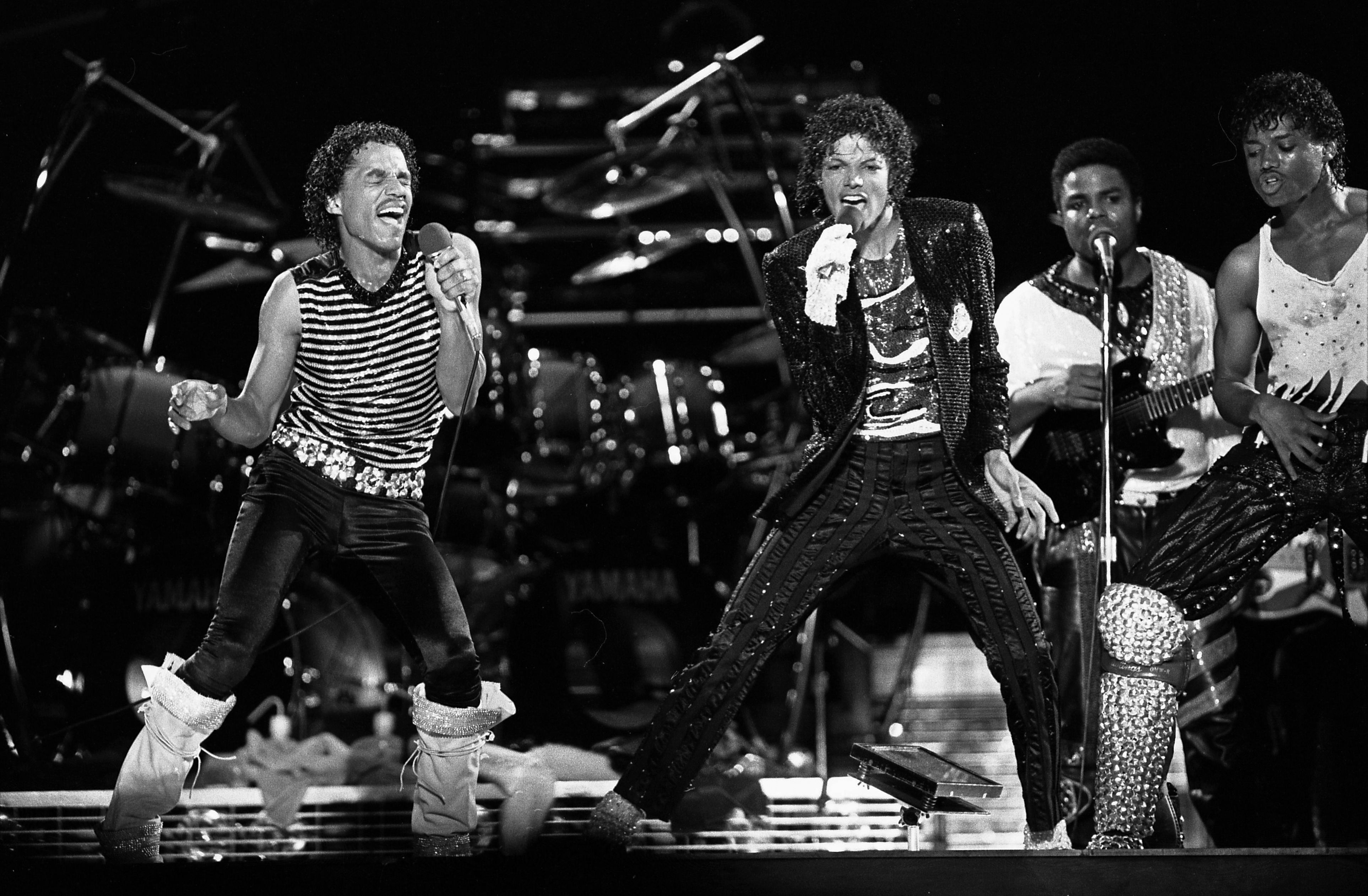
1984年のヴィクトリー・ツアー

1983年5月16日、モータウンの25周年記念公演「モータウン25」に出演。7年ぶりにジャーメインがグループに一時的復帰を果たし、6人で往年のヒット曲を披露した。またジャクソンズの演奏後はマイケルが残って「ビリー・ジーン」を歌い、初めてムーンウォークを披露した。公演の模様は翌日NBCから録画放送された。
1984年、スタジオ盤第5作『ヴィクトリー』を発表。ジャーメインが公式に復帰した本作は、マイケルの『スリラー』の成功も手伝って売上を伸ばし、ミック・ジャガーを迎えて制作されたカットシングル「ステイト・オブ・ショック」がヒットした。合わせて行われたワールド・ツアー「ヴィクトリー・ツアー」も大成功を収めた。
同年末、エピック・レコードが、ジャクソンズのレコードのセールスが3,000万枚を越えたと発表。

### マイケル脱退と解散
1984年の「ヴィクトリー・ツアー」終了直後、『スリラー』で超人的なヒットを記録していたマイケルがソロへの専念を掲げて脱退。他の兄弟たちもソロ活動への注力を始め、ジャクソンズは一旦解散状態となる。
1989年、最後となるスタジオ盤『2300・ジャクソン・ストリート』で再結成。本作では表題曲を除く全曲がマイケルとマーロンなしに制作された。なお表題曲ではラトーヤとマーロンを除くジャクソン家の兄弟姉妹全員が名を連ねており、R&Bチャートで9位を獲得した。しかしながら当時すでにマイケルは世界的な大スターになっており、末妹のジャネットもそれに追いつくように名声を上げていたため、ジャクソンズが注目されることは無く、本作は興行的には失敗に終わった。翌年に解散。

### 伝説化と再結成
1997年、ロックの殿堂入りを果たし、「ABC」と「帰ってほしいの」の2曲がロックの殿堂の「ロックを形作る500曲」に選ばれる。
1999年、ヴォーカル・グループの殿堂に迎えられる。
2001年、マイケルのデビュー30周年記念公演に出演し、6人の一時的な再結成が実現。
2004年、CBS/エピック時代のベスト・アルバム『エッセンシャル・ジャクソンズ』と、モータウン時代のベスト・アルバム『ザ・ジャクソンズ・ストリー』が相継いで発売。
2009年、マイケルが死去。これによりオリジナル・メンバーによるジャクソン5の再結成は不可能となってしまった。
同年11月、ジャクソン5の未発表曲集『帰ってほしいの！アンリリースト・マスターズ』がモータウンから発売。ジャクソン5は世界から再注目を浴びる事となった。

#### 解散後の各メンバーの動き
- マイケル

クインシー・ジョーンズと組んだ3作『オフ・ザ・ウォール』『スリラー』『バッド』で前人未到の成功を手にしたマイケルは、その後も『デンジャラス』『ヒストリー』『インヴィンシブル』と4〜5年単位でヒット作品を発表し続け、文字通りポップ・ミュージックの頂点に君臨する。
一方で1990年代以降、容姿の変化や様々な噂話が原因となり、メディアから奇人変人扱いを受けるようになる。1993年と2003年には未成年への性的虐待の容疑をかけられており、一度目は和解、二度目は法定での完全な無罪判決で終結した（2010年にはFBIが一連の容疑に関する10年間の調査と監視の資料を発表しており、無実であったと結論づけている）。その間に2度の結婚と離婚を繰り返し、3人の子供をもうけている。
2001年の『インヴィンシブル』以降は、上述の裁判や子育てもあって表向きの創作活動をしていなかったが、2009年3月にカムバックステージとして「THIS IS IT」のロンドン公演を発表。しかしながら、ツアー開始1ヶ月前の6月25日にロサンゼルスの自宅で急死し、実現することはなかった。
- ジャーメイン、マーロン

解散後すぐにソロ活動を開始したが、マーロンはその後不動産業に転じ、ブラック・ファミリー・チャンネルの共同所有者ともなった。
- ティト

ジョセフにならって3人の息子たちを「3T」の名で音楽グループとしてデビューさせる。3Tは1997年にマイケルをゲストに迎えたシングル「ホワイ」で全英トップ5のヒットを達成する。その後すぐ、ティトはブルース歌手として控えめなソロ・キャリアをスタートさせている。
- ランディ

1989年にソロアルバムを出した後は、専ら兄弟たちを助ける仕事にまわっている。

## 作品
全ての楽曲の一覧はジャクソン5の作品（en:The Jackson 5 discography）を参照
アルバム・シングルの総売上枚数は1億枚以上（2014年1月現在）。

### 全米・全英トップ10のシングル
以下に挙げるのは、Billboard Hot 100もしくはUKシングル・チャートでトップ10入りした、もしくはビルボードR&Bシングル・チャートでナンバー1になった曲である。

#### ジャクソン5
（全てモータウンからの発売）
| 発売年 | 曲名                                          | 全米トップ10チャート | 全英トップ10チャート | 全米R&Bナンバー1 |
| ------ | --------------------------------------------- | -------------------- | -------------------- | ---------------- |
| 1969年 | 帰ってほしいの（I Want You Back）             | 1                    | 2                    | 1                |
| 1970年 | ABC                                           | 1                    | 8                    | 1                |
| 1970年 | 小さな経験（The Love You Save）               | 1                    | 7                    | 1                |
| 1970年 | アイル・ビー・ゼア（I'll Be There）           | 1                    | 4                    | 1                |
| 1971年 | ママの真珠（Mama's Pearl）                    | 2                    | -                    | 1                |
| 1971年 | さよならは言わないで（Never Can Say Goodbye） | 2                    | -                    | 1                |
| 1971年 | シュガー・ダディ（Sugar Daddy）               | 10                   | -                    | -                |
| 1972年 | 窓辺のデート（Lookin' Through the Windows）   | -                    | 9                    | -                |
| 1972年 | ドクター・マイ・アイズ（Doctor My Eyes）      | -                    | 9                    | -                |
| 1974年 | ダンシング・マシーン（Dancing Machine）       | 2                    | -                    | 1                |
| 1988年 | 帰ってほしいの [リミックス]                   | -                    | 8                    | -                |

#### ジャクソンズ
（全てCBSからの発売）
| 発売年 | 曲名                                                           | 全米トップ10チャート | 全英トップ10チャート | 全米R&Bナンバー1 |
| ------ | -------------------------------------------------------------- | -------------------- | -------------------- | ---------------- |
| 1976年 | 僕はゴキゲン（Enjoy Yourself）                                 | 6                    | -                    | -                |
| 1977年 | 愛ある世界へ（Show You the Way to Go）                         | -                    | 1                    | -                |
| 1978年 | 今夜はブギー・ナイト（Blame It on the Boogie）                 | -                    | 8                    | -                |
| 1979年 | シェイク・ユア・ボディ（Shake Your Body (Down to the Ground)） | 7                    | 4                    | -                |
| 1981年 | キャン・ユー・フィール・イット（Can You Feel It）              | -                    | 6                    | -                |
| 1981年 | ウォーク・ライト・ナウ（Walk Right Now）                       | -                    | 7                    | -                |
| 1984年 | ステイト・オブ・ショック（State of Shock）                     | 3                    | 14                   | -                |

### アルバム

#### ジャクソン5
（全てモータウンからの発売）
- 1969年: Diana Ross Presents the Jackson 5
- 1970年: ABC
- 1970年: Third Album
- 1970年: The Jackson 5 Christmas Album
- 1971年: Maybe Tomorrow
- 1971年: Goin' Back to Indiana
- 1972年: Lookin' Through the Windows
- 1973年: Skywriter
- 1973年: The Jackson 5 in Japan（日本限定、アメリカではモータウンから2004年に発売）
- 1973年: Get It Together
- 1974年: Dancing Machine
- 1975年: Moving Violation
- 1976年: Joyful Jukebox Music（コンピレーション盤）
- 1979年: Boogie（コンピレーション盤）

#### ジャクソンズ
（全てCBSからの発売）
- 1976年: The Jacksons
- 1977年: Goin' Places
- 1978年: Destiny
- 1980年: Triumph
- 1981年: The Jacksons Live
- 1984年: Victory
- 1989年: 2300 Jackson Street

### シングル

#### ジャクソン5
（全てモータウンからの発売）
| 発売日         | 規格 | 規格品番 | 面                                              | タイトル                                                   |
| -------------- | ---- | -------- | ----------------------------------------------- | ---------------------------------------------------------- |
| 1969年         | EP   | JET-1951 | A                                               | 帰ってほしいの / I Want You Back                           |
| 1969年         | EP   | JET-1951 | B                                               | 誰のとりこに / Who's Loving You                            |
| 1970年5月10日  | EP   | JET-1969 | A                                               | ABC                                                        |
| 1970年5月10日  | EP   | JET-1969 | B                                               | The Young Folks                                            |
| 1970年         | EP   | JET-1991 | A                                               | 小さな経験 / Love You Save                                 |
| 1970年         | EP   | JET-1991 | B                                               | ぼくが見つけた女の子 / I Found That Girl                   |
| 1970年         | EP   | JET-2005 | A                                               | One More Chance                                            |
| 1970年         | EP   | JET-2005 | B                                               | Never Had A Dream Come True                                |
| 1970年12月20日 | EP   | JET-2019 | A                                               | I'll Be There                                              |
| 1970年12月20日 | EP   | JET-2019 | B                                               | Darling Dear                                               |
|                | EP   | JET-2040 | A                                               | ママの真珠 / Mama's Pearl                                  |
| B              | EP   | JET-2040 | Oh How Happy                                    |                                                            |
|                | EP   | JET-2055 | A                                               | さよならは言わないで / Never Can Say Good-Bye              |
| B              | EP   | JET-2055 | She's Good                                      |                                                            |
|                | EP   | JET-2065 | A                                               | きっと明日は / Maybe Tomorrow                              |
| B              | EP   | JET-2065 | 希望はあるさ / I Will Find A Way                |                                                            |
|                | EP   | JET-2077 | A                                               | ママがサンタにキッスした / I Saw Mommy Kissing Santa Claus |
| B              | EP   | JET-2077 | サンタが町に / Santa Claus Is Comin' To Town    |                                                            |
|                | EP   | JET-2087 | A                                               | Got To Be There                                            |
| B              | EP   | JET-2087 | Maria (You Were The Only One)                   |                                                            |
|                | EP   | JET-2102 | A                                               | Sugar Daddy                                                |
| B              | EP   | JET-2102 | I'm So Happy                                    |                                                            |
|                | EP   | JET-2141 | A                                               | 窓辺のデイト / Lookin' Through The Windows                 |
| B              | EP   | JET-2141 | Love Song                                       |                                                            |
|                | EP   | JET-2145 | A                                               | ベンのテーマ / Ben                                         |
| B              | EP   | JET-2145 | You Can Cry On My Shoulder                      |                                                            |
|                | EP   | JET-2162 | A                                               | Corner Of The Sky                                          |
| B              | EP   | JET-2162 | To Know                                         |                                                            |
|                | EP   | JET-2180 | A                                               | Hallelujah Day                                             |
| B              | EP   | JET-2180 | You Made Me What I Am                           |                                                            |
|                | EP   | JET-2241 | A                                               | Dancing Machine                                            |
| B              | EP   | JET-2241 | 時をもどして / It's Too Late To Change The Time |                                                            |
|                | EP   | JET-2264 | A                                               | 悪夢 / You Haven't Done Nothin'                            |
| B              | EP   | JET-2264 | Big Brother                                     |                                                            |
|                | EP   | VIP-2041 | A                                               | ABC                                                        |
| B              | EP   | VIP-2041 | I'll Be There                                   |                                                            |

#### ジャクソンズ
（全てCBSからの発売）
| 発売日 | 規格 | 規格品番 | 面 | タイトル                                    |
| ------ | ---- | -------- | -- | ------------------------------------------- |
| 1977年 | EP   | 06SP-197 | A  | 青春のハイウェイ / Goin' Places             |
| 1977年 | EP   | 06SP-197 | B  | 青空のパーティー / Do What You Wanna        |
| 1978年 | EP   | 06･5P-12 | A  | 今夜はブギーナイト / Blame It In The Boogie |
| 1978年 | EP   | 06･5P-12 | B  | 青空のパーティー / Do What You Wanna        |
| 1978年 | EP   | 06･5P-52 | A  | Shake Your Body                             |
| 1978年 | EP   | 06･5P-52 | B  | That's What You Get                         |

#### ザ・ジャクソンズ
| 発売日        | 規格 | 規格品番  | 面             | タイトル                                                |
| ------------- | ---- | --------- | -------------- | ------------------------------------------------------- |
|               | EP   | 07･5P-119 | A              | マイ・ラブリー・ワン / Lovely One                       |
| B             | EP   | 07･5P-119 | Bless His Soul |                                                         |
| 1980年        | EP   | 07･5P-125 | A              | Heartbreak Hotel                                        |
| 1980年        | EP   | 07･5P-125 | B              | Things I Do For You                                     |
| 1980年        | EP   | 07･5P-136 | A              | Can You Feel It                                         |
| 1980年        | EP   | 07･5P-136 | B              | Push Me Away                                            |
| 1981年        | EP   | 07･5P-160 | A              | Of The Wall                                             |
| 1981年        | EP   | 07･5P-160 | B              | 今夜はドント・ストップ / Don't Stop Till You Get Enough |
| 1984年7月1日  | EP   | 07･5P-288 | A              | State Of Shock                                          |
| 1984年7月1日  | EP   | 07･5P-288 | B              | Your Ways                                               |
| 1984年9月21日 | EP   | 07･5P-311 | A              | Torture                                                 |
| 1984年9月21日 | EP   | 07･5P-311 | B              | Torture（Inst.）                                        |
| 1987年        | EP   | P-222A    | A              | Time Out For The Burglar                                |
| 1987年        | EP   | P-222A    | B              | 11時のニュース / News At 11                             |

## 彼らを描いた作品

### 映画
Michael
2026年月全米公開予定。監督はアントワーン・フークア。

### テレビドラマ
詳細はザ・ジャクソンズ:アメリカン・ドリーム（en:The Jacksons: An American Dream）を参照
1992年、スザンヌ・ド・パッシーとジャーメイン・ジャクソンはモータウンとともに、ジャクソン家の来歴を元にした5時間枠のテレビドラマ「ザ・ジャクソンズ:アメリカン・ドリーム」を製作した。このドラマは2部構成でABCから放送された。第1話では1945年のキャサリンとジョセフの最初の出会いから1969年のモータウンでのデビューまで、第2話は1970年から1984年までを、ジャクソン5の成功が家族にあたえた影響とともに取り扱っている。
配役はキャサリン・ジャクソンにアンジェラ・バセット、ジョセフ・ジャクソンにローレンス・ヒルトン＝ジェイコブス、ベリー・ゴーディにビリー・ディー・ウィリアムズ、スザンヌ・ド・パッシーにヴァネッサ・リン・ウィリアムズ、ダイアナ・ロスにホリー・ロビンソン、ジャッキー（10代）にバンパー・ロビンソン、子供時代のマイケルにジェイソン・ウィーヴァー、ジャッキー（成年）にテレンス・ホワードである。このドラマは週の最高視聴率を獲得し、エミー賞を獲得、またヤング・アーティスト賞の3部門にノミネートしうち2部門を制覇した。「ザ・ジャクソンズ:アメリカン・ドリーム」はのちにVH1で再放送され、VHSとDVDでも発売されている。

### テレビアニメ
それいけ！ジャクソン・ファイブ
- 1971年から73年までABCで放映された子供向けTVアニメ。日本ではカートゥーン ネットワークで放映された。